# Hagiografia

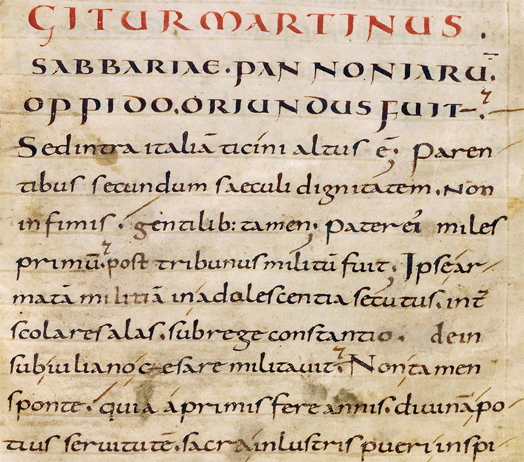
Karta z VIII wiecznego rękopisu Vita Sancti Martini de Sulpice Sévère.

Hagiografia (gr. ἅγιος „święty”, γράφειν „pisać”) – dział piśmiennictwa religijnego zapoczątkowany w starożytności (za czasów pierwszych chrześcijan, prawdopodobnie w Rzymie), który obejmuje żywoty świętych, legendy z nimi związane oraz opisy cudów. Jest to także nauka pomocnicza w badaniach historycznych – wiedza o pismach hagiograficznych.
Hagiografia obejmuje żywotopisarstwo, pisma o świętych (życie świętego – vitae, jego męczeństwo – passio, cuda – miracula), opisy elewacji i translacji itp., a termin używany jest dla określenia nauki pomocnej dla badań historycznych.
W historii pism biograficznych o świętych osobach wyodrębniane są epoki hagiografii:
- praktycznej obejmującej okresy: patrystyczny (między drugim a ósmym wiekiem naszej ery; np. „Vitae Patrum” Grzegorza z Tours, „Dialogi” Grzegorza Wielkiego) i od Karolingów do Renesansu (wczesnośredniowieczny do dwunastego wieku i późnośredniowieczny do siedemnastego wieku; przykładem jest „Złota legenda” Jakuba de Voragine)

- naukowej (hagiologia – termin używany synonimicznie z hagiografią[2]) zapoczątkowanej na początku XVII wieku przez jezuickich bollandystów (Hériberta Rosweyde i Jeana Bollanda) oraz benedyktynów z Kongregacji św. Maura – maurystów (Jeana Mabillona)[3].

Do gatunków literackich źródeł hagiografii naukowej należą także: Acta martyrum, Legendarze, zbiory Żywotów świętych, Martyrologia, Passionale, legendy hagiograficzne, powieści hagiograficzne, biografie krytyczno-historyczne i Vita poshuma.
Wiedza o hagiografii określana jest przez bollandystów jako hagiografia krytyczna co znajduje odzwierciedlenie w podtytule ich organu: „Revue d’hagrographie critique”.
Używane jako synonimicznie określenie hagiologia, którym posługują się pisarze wschodni związane jest z elementami kulturowymi i religijnymi stawianymi przez nich ponad historyczno-literackie.
Określenie terminem hagiografia ma także pejoratywne zabarwienie jakie nadają mu agnostycy i pisarze sceptycznie nastawieni wobec chrześcijaństwa. Potocznie określenie hagiografia przypisywane jest bezkrytycznym i gloryfikującym biografiom.